# Deux-Sèvres
Deux-Sèvres (79) és un departament francès situat a la regió Nova Aquitània.

## Història
Deux-Sèvres és un dels vuitanta-tres departaments originals creats durant la Revolució Francesa, el 4 de març de 1790 (en aplicació de la llei del 22 de desembre de 1789). Va ser creat a partir de territoris pertanyents a l'antiga província de Poitou.

## Personatges il·lustres
- Sigismond Zaborowski-Moindron.
- Achille-Félix Montaubry (1826-1898) tenor i compositor musical.